# Vágatunnilin
Der Vágatunnilin (deutsch Vágartunnel) verläuft unter dem Vestmanna-Sund zwischen den Inseln Streymoy und Vágar und verbindet damit Tórshavn, die Hauptstadt der Färöer, mit dem Flughafen Vágar. Bis zur Eröffnung des Norðoyatunnilin war er der längste der Tunnel auf den Färöern.
Der Vágatunnilin ersetzt die Fähre von Vestmanna nach Vágar und kostet Maut, die dem bis dahin erhobenen Fährpreis entspricht. Berechnet wird die Maut nach Fahrzeug, nicht nach Zahl der Insassen. Dadurch wurde die Fahrt im Verhältnis zur Fähre günstiger. Die Reisezeit verkürzt sich um eine Stunde. Mit dem Shuttlebus beträgt die Fahrtzeit von Tórshavn zum Flughafen eine Stunde.

## Technische Daten
- Länge: 4,9 Kilometer
- Breite: 10 Meter
- Fahrbahnbreite: 7 Meter (zweistreifig; mit Nothaltebuchten)
- Tiefster Punkt: 105 Meter unter dem Meeresspiegel
- Baubeginn: 28. September 2000 auf Streymoy, 27. September 2001 auf Vágar
- Eröffnung: 10. Dezember 2002
- Bauherr: Vágatunnilin pf (1999 gegründete Aktiengesellschaft)
- Schutt: 327.000 Kubikmeter Basalt
- Verwendeter Sprengstoff: 850 Tonnen
- Verbauter Beton für Abdichtungen: 1000 Tonnen
- Kosten: 240 Millionen Färöische Kronen
- Zuschuss des Løgtings: 160 Mio. Kr.

Briefmarkensatz von 2003 zum Bauprojekt Vágatunnilin
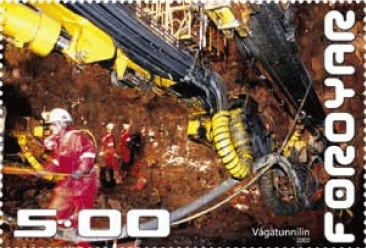
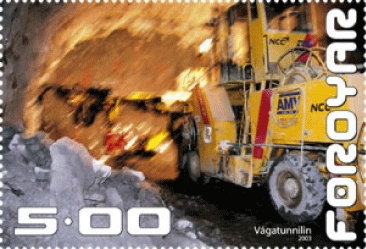

## Einzelnachweise

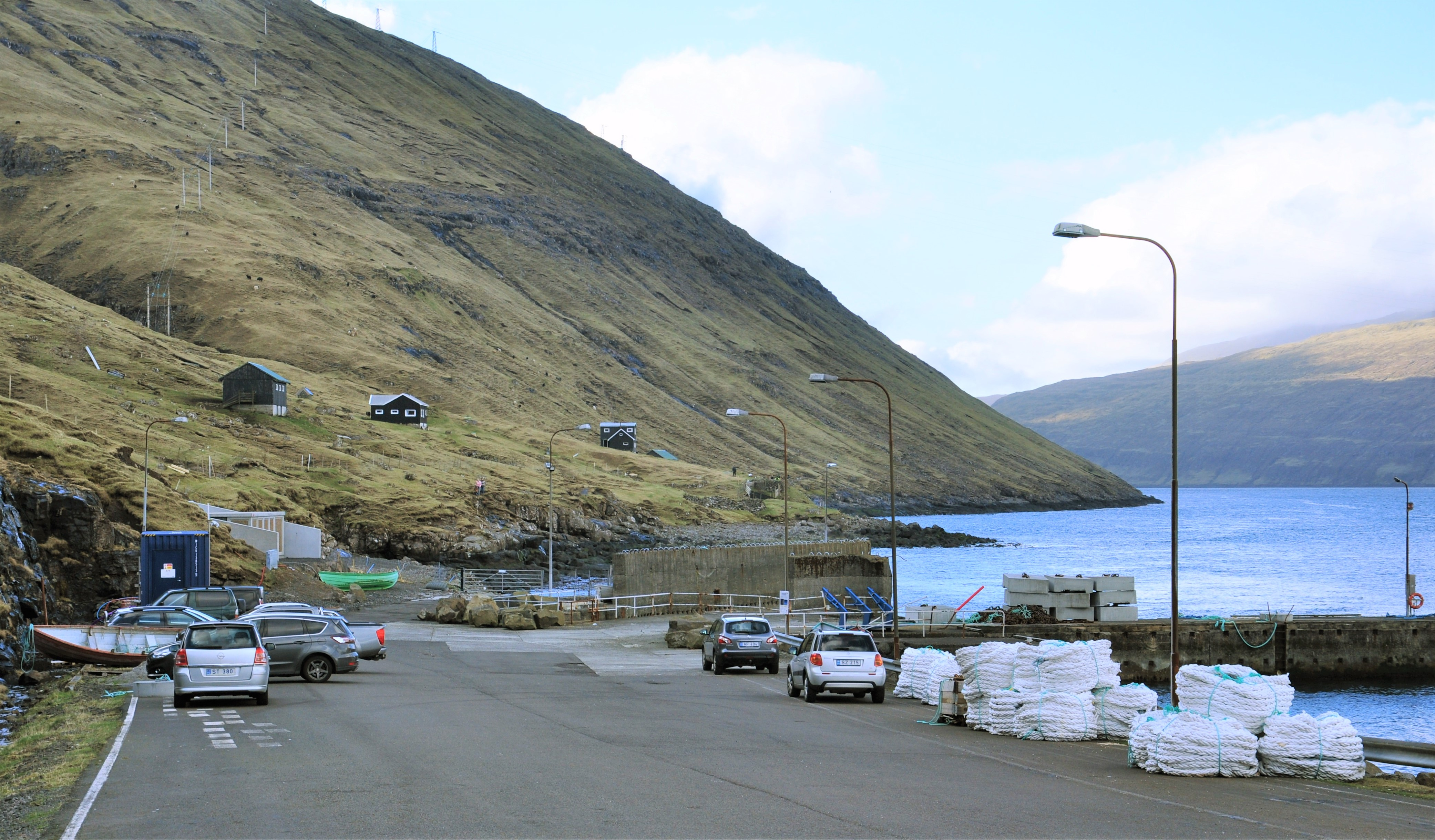
Vor der Eröffnung des Tunnels gab es eine Fährverbindung zwischen Vestmanna auf Streymoy und Oyrargjógv auf Vágar. Diese Fährterminals werden seit 2002 nicht mehr genutzt. Das Foto zeigt das Terminal in Oyrargjógv im Jahr 2022.